# 1918 في الجزائر
الأحداث من عام  1918 في الجزائر.

## الأحداث
- 29 يناير – تعيين شارل جونار حاكما عاما مؤقتا للجزائر

## المواليد
- 23 فبراير – عبد الرحمان شيبان – رئيس جمعية العلماء المسلمين الجزائريين من سنة 1999 إلى سنة 2011. توفي صبيحة يوم الجمعة 12 أوت سنة 2011 عن عمر يناهز 93 سنة.
- 24 مايو – علي بومنجل – كان مناضلاً ومحاميًا جزائريًا.
- 2 ديسمبر – محمد الصغير نقاش – وزير الصحة 1962، وزير للمجاهدين والشؤون الاجتماعية 1964-1965.[1]
- 17 ديسمبر – محمد طيبي العربي واسمه الحقيقي طيبي محمد بلحاج – سياسي جزائري وعضو في جبهة التحرير الوطني الجزائرية .